# Selenmätare

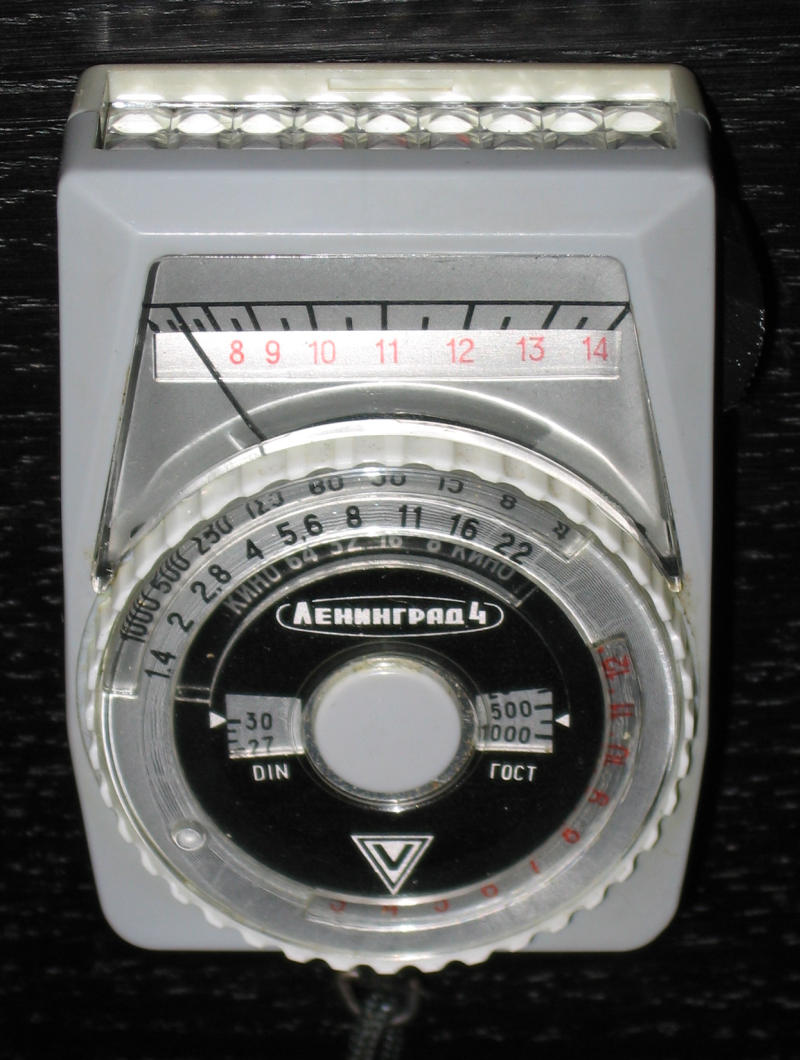
Selenmätare

Selenmätare är en äldre typ av exponeringsmätare där ljuset självt alstrar ström som driver ett litet vridspoleinstrument. Ljussensorn är en tidig fotovoltaisk cell av grundämnet selen. Fördelen var att mätaren inte behövde batteri. Nackdelarna var den dåliga känsligheten för svagt ljus. Selencellen brukar mattas av i sin känslighet efter en tid. CdS-mätare och senare kiselceller har efterträtt selencellen.